# Vimine

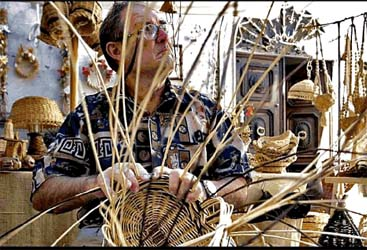
Costruzione di un cesto in vimini.

Il vimine è il ramo flessibile (getto) di alcune specie di salici, decorticato, usato per lavori d'intreccio.
Prima di utilizzarlo, è necessario ammorbidirlo mettendolo in ammollo.

## Descrizione
Intrecciato, è impiegato come fibra tessile per la produzione di vari oggetti di uso rurale di scope, cesti di varie forme e misure. Tradizionalmente viene impiegato per la legatura dei tralci di vite. I contadini siciliani usavano una scopa di vimini durante la vendemmia per raccogliere gli acini d'uva sparsi nel palmento in fase di pigiatura.
Alcuni artigiani contemporanei creano con i vimini strumenti musicali simili alle maracas.
Oggi l'industria del design trae ispirazione dal vimine per ricreare in plastica oggetti d'arredo come sdraio, sedie, portafrutta ecc.